# شاه أبوالقاسم (سلطان أباد)
شاه أبوالقاسم (بالفارسية: شاه ابوالقاسم) هي منطقة سكنية تقع في إيران في قسم سلطان أباد الريفي. يقدر عدد سكانها بـ 463 نسمة بحسب إحصاء 2016.